# Egersund
Egersundⓘ ist eine Stadt in der Kommune Eigersund in der Fylke (Provinz) Rogaland, Norwegen, an der Dalane-Küste. Die Stadt ist Verwaltungszentrum von Eigersund und hat 11.788 Einwohner (Stand: 1. Januar 2024).

## Lage
Westlich vor Egersund, durch einen etwa 13 km langen, meist nur 200–300 m breiten Sund vom Festland getrennt und im Norden über die den hier nur etwa 50 m breiten Nysund überquerende Eigerøy bru verkehrstechnisch mit Egersund verbunden, liegt die 19,9 km² große Insel Eigerøya. An ihrem Ostufer befinden sich mehrere große Fischverarbeitungsbetriebe sowie ein Werk von Aker Solutions, das Teile für Bohrinseln herstellt.

## Geschichte
Die Bebauung des Gebiets begann zu Beginn des 16. Jahrhunderts. Egersund wurde im Jahr 1798 ein Zollort und im Jahr 1837 wurde dem Ort der Titel Stadtkommune zuteil. 1843 wurde die Stadt bei einem Brand stark zerstört. Der Wiederaufbau erfolgte nach dem damaligen Stadtplanideal im Schachbrettgrundriss. Im Jahr 1878 wurde die Stadt durch die Jærbanen an Stavanger angebunden.
Am 9. April 1940 wurde Egersund im Zuge der deutschen Invasion Norwegens von der Wehrmacht besetzt. Die Stadt war nicht nur wegen ihres Hafens von strategischer Bedeutung, sondern auch, weil von dort die Telegrafenverbindung nach Großbritannien ausging.
Im Jahr 1965 wurde die Kommune Egersund mit der Gemeinde Eigersund und Helleland fusioniert, wodurch Egersund nun in der Kommune Eigersund liegt.

## Wirtschaft
Traditionell sind für die Stadt Fischerei, Handel und Seefahrt wichtige Wirtschaftszweige. Bis in die 1960er-Jahre wurden vor allem Heringe gefangen, nachdem der Heringsbestand allerdings zurückging werden nun andere Fischarten gefangen. Der Hafen von Egersund war im Jahr 2015 gemessen an der Fangmenge der drittgrößte Fischereihafen Norwegens. Die Gesamtkailänge des Hafens beträgt 4500 Meter, er ist ganzjährig eisfrei und unabhängig von den Gezeiten nutzbar.
In den Jahren 1847 bis 1979 befand sich eine Porzellanfabrik in der Stadt, die eine führende Stellung in der Porzellanherstellung hatte.
Von 1993 bis 2008 gab es eine Fährverbindung nach Hanstholm in Dänemark, die von Egersund weiter bis nach Bergen führte.

## Sehenswertes
- Dalane Folkemuseum – Heimatmuseum über das Leben in der Region
- Egersund Fayencemuseum – Porzellanmuseum[9]
- der Bautastein am Gamle Prestegårdsvei
- der Steinkreis Stoplesteinan

## Söhne und Töchter der Stadt
- Peder Claussøn Friis (1545–1614), Geistlicher und Humanist
- Michael Birkeland (1830–1896), Reichsarchivar, Historiker und Politiker
- Oluf Skjelbred (1854–1939), Reeder
- Anna Bugge Wicksell (1862–1928), Frauenrechtlerin, Juristin, Schriftstellerin und Diplomatin
- Jacob Thorkelson (1876–1945), Politiker
- Jack Nielsen (1896–1981), Tennisspieler
- Øystein Aarseth (1968–1993), Black-Metal-Gitarrist
- Veronica Kristiansen (* 1990), Handballspielerin
- Jeanett Kristiansen (* 1992), Handballspielerin
- Veton Berisha (* 1994), Fußballspieler